# Learning English Lesson 3: Mersey Beat!
Learning English Lesson 3: Mersey Beat! The Sound of Liverpool ist die achte Kompilation der Band Die Toten Hosen. Es erschien am 13. November 2020 und ist nach Learning English Lesson One und Learning English Lesson Two das dritte englischsprachige Coveralbum der Düsseldorfer Gruppe.

## Hintergrund
Abweichend von den Vorgängern der Reihe ist der dritte Teil nicht mehr wie ein Sprachkurs aufgebaut und beleuchtet auch nicht mehr die unmittelbaren Wurzeln der Band, sondern legt das Augenmerk auf Stücke aus dem „Liverpool der Mersey Sound-Ära“ zu Beginn der 1960er.
Eigenen Angaben zufolge ließ sich Sänger Campino durch die Arbeit an seinem Buch „Hope Street: Wie ich einmal englischer Meister wurde“, das am 5. Oktober 2020 und damit gut sechs Wochen vor dem Album veröffentlicht wurde, zu dem Cover-Album inspirieren:

„Ich hatte immer vor, mit meinem Buch auf Lesetour zu gehen. An diesen Abenden wollte ich nur Lieder spielen, die irgendwie im Zusammenhang mit der Stadt Liverpool stehen. Und da war ich natürlich ganz schnell in dieser Merseybeat-Ecke. Das haben wir ein bisschen ausprobiert und sind auf die Idee gekommen, dass manche Songs sich mit der Band noch besser transportieren lassen.“

Aufgenommen wurde das Album mit Vincent Sorg in Principal Studios, Senden. Die Musiker sind dabei dem musikalischen Stil der Vorlagen treu geblieben und haben „eher auf werktreue Darbietung wert gelegt“, denn auf eine Einspielung im bandüblichen Klang oder dem der Punkszene.
Die Auflage wurde auf 7.500 Schallplatten und 20.000 CDs begrenzt.

## Titelliste
| Nr. | Titel                                                    | Länge |
| --- | -------------------------------------------------------- | ----- |
| 1.  | Hippy Hippy Shake (The Swinging Blue Jeans)              | 1:55  |
| 2.  | Respectable (The Fourmost)                               | 2:03  |
| 3.  | Do You Love Me (Faron’s Flamingos)                       | 2:44  |
| 4.  | You’re no Good (The Swinging Blue Jeans)                 | 2:18  |
| 5.  | She’s Sure the Girl I Love (The Fortunes)                | 2:04  |
| 6.  | Walking the Dog (The Rolling Stones)                     | 2:36  |
| 7.  | Bad to Me (The Beatles)                                  | 2:36  |
| 8.  | Slow Down (The Beatles)                                  | 2:34  |
| 9.  | You Might as Well Forget Him (Tommy Roe and The Roemans) | 2:58  |
| 10. | Shake Sherry (Bern Elliott and the Fenmen)               | 2:12  |
| 11. | Needles and Pins (The Searchers)                         | 2:07  |
| 12. | I Can Tell (Bern Elliot and the Fenmen)                  | 3:04  |
| 13. | Sorrow (The Merseys)                                     | 2:16  |
| 14. | Shake, Rattle and Roll (The Swinging Blue Jeans)         | 2:07  |
| 15. | Ferry Cross the Mersey (Gerry and the Pacemakers)        | 2:26  |

## Musikvideos
Zum Album erschienen drei Musikvideos, die alle unter der Regie von David Bruchmann entstanden sind: Respectable, Slow Down und You're No Good. In ihrem Grundaufbau sind die in schwarz-weiß gehaltenen Videos faktisch identisch: Auf einen Ansager folgen Aufnahmen der Band, die in einem schlichten Ambiente, weitgehend frei von Requisiten, das jeweilige Stück interpretiert. Zeitgenössische Aufnahmen tanzender Menschen sind dazwischen geschnitten. Die Unterschiede liegen in den Details – im ersten Video tragen alle Musiker schwarze Anzüge; im zweiten sind es unterschiedliche schwarze Kleidungsstücke, zudem ist das Muster im Hintergrund ein anderes; im dritten tragen die Musiker wieder Anzüge, während Sänger Campino sich durch einen schlichten schwarzen Pullover stilistisch abgrenzt. Anders als zuvor tragen zudem alle Bandmitglieder schwarze Haare, der Hintergrund ist nun uni und neben Instrumenten und Mikrofonen sind erstmals auch drei Verstärker zu sehen.

## Rezeption

### Rezensionen
Der Nutzwert des Albums, so Ralf Niemczyk von Rolling Stone, „dürfte sich in schäumenden Partyund (sic!) Clubräumen dieser Republik zeigen, wo man zum krachenden „Sha-la-la-la“ auf dem Tresen“ tanze. Frank Schäfer rezensierte für Rock Hard in Ausgabe 403 dagegen, dass es „abgesehen von der hübschen Buch-Marketing-Idee […] so recht keine Notwendigkeit für dieses Album“ gebe. Auch habe er den Mersey-Sound „echt nicht vermisst“.

### Charts und Chartplatzierungen
Learning English Lesson 3: Mersey Beat! The Sound of Liverpool stieg am 20. November 2022 auf Platz zwei in die deutschen Charts ein, fiel in der zweiten Woche auf Platz 32 und dann aus den Charts.
| ChartsChartplatzierungen | Höchstplatzierung | Wochen |
| ------------------------ | ----------------- | ------ |
| Deutschland (GfK)        | 2 (2 Wo.)         | 2      |
| Österreich (Ö3)          | 7 (1 Wo.)         | 1      |
| Schweiz (IFPI)           | 3 (1 Wo.)         | 1      |